# Tom de Haas

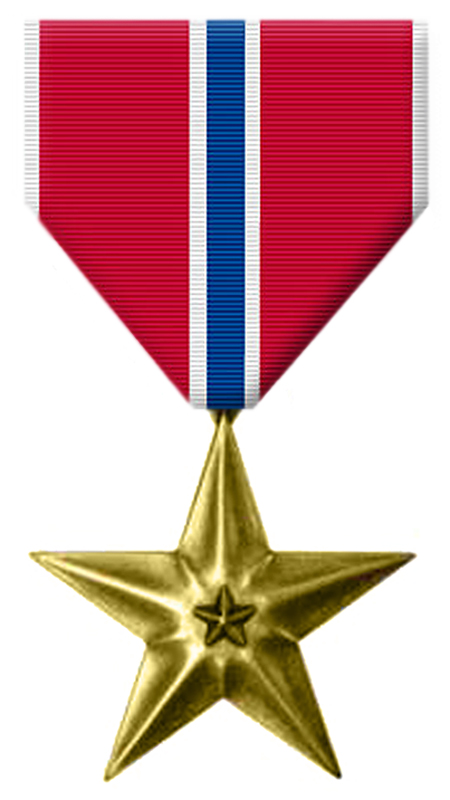
Bronzen Ster

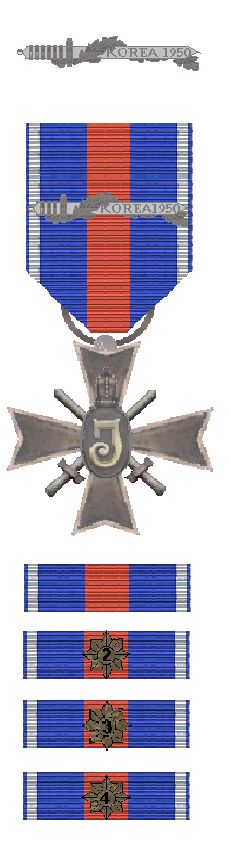
Kruis voor Recht en Vrijheid 1951

Thomas Franciscus Johannes (Tom) de Haas (Heemstede, 10 januari 1918 – Hilversum, 9 oktober 1998) was een Nederlandse Engelandvaarder en militair.
Voor de Tweede Wereldoorlog woonde De Haas in Haarlem en werkte hij op het Amsterdamse effectenkantoor van zijn vader. Tijdens de meidagen van 1940 was hij als reserve-wachtmeester ingedeeld bij de staf van de artillerie-afdeling die behoorde tot de eerste divisie van het eerste Legerkorps. Hij was in actie gekomen tegen de Duitse parachutisten die bij de drie vliegvelden om Den Haag waren geland. Hij werd op 15 juli 1940 gedemobiliseerd en ging weer terug naar zijn baan bij het effectenkantoor. 
Terug in Haarlem kwam hij via zijn jongere broer in contact met een verzetsgroep die deel uitmaakte van de Oranjewacht, een landelijke paramilitaire organisatie. Toen hij door een infiltrant van de Sicherheitsdienst in januari 1941 werd verraden, ontkwam hij aan zijn arrestatie, maar hij moest zorgen uit Duitse handen te blijven. Hij had een zeilbootje dat in Haarlem in winterstalling lag. Natuurlijk kon hij niet alleen gaan, dus hij zocht naar medereizigers. Henri Cox, een bekende uit de Oranjewacht, wilde wel mee; hij was een goede roeier en had in 1928 aan de Olympische Spelen in Amsterdam meegedaan. Hij kende de familie Moree. Kees Moree, een 20-jarige stuurmansleerling, mocht mee, en zijn vader zou voor de buitenboordmotor zorgen. Alfred de Groot, een sigarenhandelaar uit Haarlem, werd de derde man. Toen ze wilden vertrekken was de sigarenhandelaar dronken. Ze probeerden toch weg te komen, maar werden gearresteerd. Ook hun helpers, Toms broer Marinus de Haas en Alfreds zoon Evert de Groot, werden meegenomen. Cox verdween in het water voordat de Duitsers hem zagen.
De vijf gearresteerden kwamen in het Oranjehotel terecht. Alleen Alfred de Groot overleefde de oorlog niet.

## Onderscheiden
- Bronzen Ster, uitgereikt op 19 november 1953 op de legerplaats Oirschot[1]
- Kruis voor Recht en Vrijheid
- Onderscheidingsteken voor Langdurige Dienst XXV
- UNKOR, KWM